# Comuna de Kutno
Kutno (polaco: Gmina Kutno) é uma gminy (comuna) na Polónia, na voivodia de Lodz e no condado de Kutnowski. A sede do condado é a cidade de Kutno.
De acordo com os censos de 2004, a comuna tem 8388 habitantes, com uma densidade 68,6 hab/km².

## Área
Estende-se por uma área de 122,33 km², incluindo:
- área agricola: 86%
- área florestal: 6%

## Demografia
Dados de 30 de Junho de 2004:
|                      | Total   | Total | Mulheres | Mulheres | Homens  | Homens |
| -------------------- | ------- | ----- | -------- | -------- | ------- | ------ |
|                      | pessoas | %     | pessoas  | %        | pessoas | %      |
| População            | 8388    | 100   | 4217     | 50,3     | 4171    | 49,7   |
| Densidade (pop./km²) | 68,6    | 100   | 34,5     | 34,5     | 34,1    | 34,1   |

De acordo com dados de 2002, o rendimento médio per capita ascendia a 1144,08 zł.

## Subdivisões
- Bielawki, Boża Wola, Byszew, Florek, Gołębiew, Grabków, Gnojno, Julinki, Komadzyn, Kotliska, Komadzyn, Krzesin, Leszczynek, Leszno, Malina, Marianki, Nagodów, Nowa Wieś, Nowy Gołębiewek, Piwki, Podczachy, Raciborów, Sieciechów, Sieraków, Stanisławów, Stary Gołębiewek, Strzegocin, Wierzbie, Woźniaków, Wroczyny, Wysoka Wielka, Żurawieniec.

## Comunas vizinhas
- Daszyna, Krośniewice, Krzyżanów, Kutno, Łanięta, Nowe Ostrowy, Strzelce, Witonia